# Waldeckia brachycephala
Waldeckia brachycephala is een vlokreeftensoort uit de familie van de Lysianassidae. De wetenschappelijke naam van de soort is voor het eerst geldig gepubliceerd in 1998 door Ren.